# Piiri (Piirissaar)
Koordinaten: 58° 23′ N, 27° 31′ O
Piiri (russisch Межа, Mescha) ist ein Dorf (estnisch küla) auf der Insel Piirissaar im Peipussee im estnischen Kreis Tartu. Piiri gehört zur Landgemeinde Piirissaare.
In Piiri befinden sich alle drei Friedhöfe der Insel. Die Bevölkerung von Piiri ist russischsprachig.